# Panagrolaimus kolymaensis
Panagrolaimus kolymaensis is een soort rondworm (nematode), die in 2018 ontdekt is in de smeltende permafrost in Siberië. De 40 meter diepe laag waarin deze rondwormen gevonden zijn, bevatte plantaardig materiaal waarvan met koolstofdatering is vastgesteld dat deze dateert uit het Pleistoceen, zo'n 46.000 tot 48.000 jaar geleden. Er zijn twee bevroren exemplaren van deze soort gevonden die, nadat ze ontdooid waren, weer tot leven gebracht werden in een laboratorium in Rusland. Verschillende onderzoeken in laboratoria in Duitsland toonden vervolgens aan dat bepaalde genen die belangrijk zijn voor het proces van cryptobiose, zowel in Caenorhabditis elegans als in de nieuw ontdekte nematode P. kolymaensis aanwezig zijn. C. elegans is een belangrijk modelorganisme voor biologisch onderzoek in laboratoria.

## Kenmerken
P. kolymaensis is parthenogenetisch en triploïde.

## Onderzoek
De larven van sommige rondwormensoorten, de zogenaamde 'Dauerlarven', ondergaan een toestand van schijndood, of cryptobiose, waarbij de stofwisseling vrijwel stilgezet wordt. Dit gebeurt wanneer na lichte uitdroging de larve trehalose aanmaakt: een disacharide bestaand uit twee moleculen glucose. Dit suiker beschermt tegen uitdroging en vrieskou (-80°C). Aangezien P. kolymaensis dezelfde genen voor cryptobiose bezit, heeft men onderzocht en gezien dat ook de larve van C.elegans wel 480 dagen lang tegen uitdroging en vrieskou kan, langer dan tot nu toe gedacht werd.